# Panzerbrigade 6
De Duitse Panzerbrigade 6 was een Duitse Panzerbrigade van de Wehrmacht tijdens de Tweede Wereldoorlog. Deze Panzerbrigade kwam alleen in actie als de gepantserde component van de 1e Lichte Divisie in Polen.

## Krijgsgeschiedenis

### Oprichting
Panzerbrigade 6 werd opgericht op 10 november 1938 in Würzburg. Het vredesgarnizoen was Paderborn. De brigadestaf werd als zelfstandige staf opgesteld voor de Panzerregimenten 11 en 25 als zogenaamde “Heerestruppe”.
In eerste instantie werd de brigade uitgerust met de Panzerkampfwagen I en Panzerkampfwagen II. Pas later volgden betere modellen, de Panzerkampfwagen 35(t) en Panzerkampfwagen IV.

### Inzet
Gestart als zelfstandige “Heerestruppe”, werd de brigade op 1 april 1939 onder bevel gesteld van de 1e Lichte Divisie. Hier kreeg de brigade de leiding over Panzerregiment 11 en Panzerabteilung 65. In deze hoedanigheid vocht de brigade in de veldtocht in Polen in september 1939 (Fall Weiss). 

### Einde
Panzerbrigade 6 werd al in oktober 1939 uit de 1e Lichte Divisie verwijderd en opgeheven.

### Slagorde
- Panzerregiment 11
  - 1 september 1939: 2 bataljons, met elk 4 compagnieën (1 staf, 1 medium en 2 lichte)
    - in totaal 45 Panzer II, 75 Panzer 35(t), 27 Panzer IV, 6 PzBefw35t
- Panzerabteilung 65
  - 1 september 1939: 2 bataljons, met elk 4 compagnieën (1 staf, 1 medium en 2 lichte)
    - in totaal 20 Panzer II, 37 Panzer 35(t), 14 Panzer IV, 2 PzBefw35t

## Commandanten
| Rang         | Naam                        | Begin            | Eind         |
| ------------ | --------------------------- | ---------------- | ------------ |
| Generalmajor | Ludwig Ritter von Radlmaier | 10 november 1938 | oktober 1939 |